# ألمش بن يلطوار
ألمش بن يلطوار، أو ألمس بن شلكي يلطوار، وورد أيضاَ الحسن بن يلطوار، وسمّى نفسه جعفر بن عبد الله بعد اعتناقه للإسلام (نهاية القرن 9 وبداية القرن 10 الميلادي) كان أول الحكام الصقالبة المسلمون لمملكة الصقالبة التي تعرف بالمراجع الحديثة باسم دولة فولغا بلغاريا (في روسيا الآن) ومؤسس مدينة الأبوغا في تتارستان في روسيا.
ينتمي ألمش إلى شعوب البلغار التاريخية التي سكنت في السهول إلى الشمال من بحري قزوين والأسود. وهي أقوام بائدة، أقرب الشعوب إليها اليوم هم تتار الفولغا والتشوفاش وربما البلغاريون في بلغاريا وإن كانت كلها تعود إلى أصول أتراكيَّة (أي من شعوب الترك القديمة من أواسط آسيا وغرب الصين وليست من دولة تركيّا الحديثة). اعتنقت تلك الشعوب الإسلام على فترات مختلفة، لكن كان جعفر بن عبد الله، ألمش سابقاَ، أول من وحَّد القبائل البلغارية بمملكةٍ واحدةٍ تحت ربٍ واحدٍ بدينٍ واحدٍ هو الإسلام.

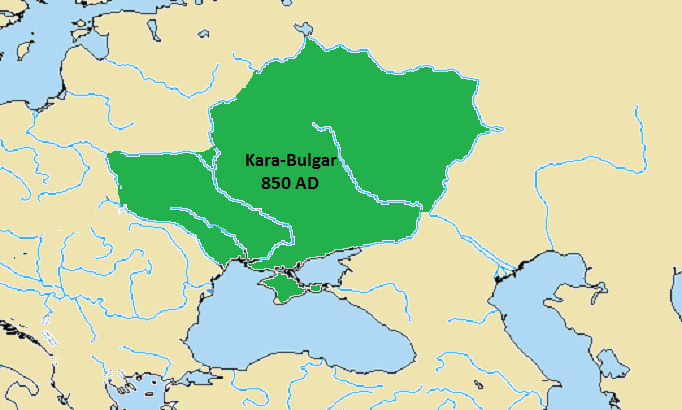
مملكة البلقار، والمعروفة بفولغا بلغاريا، هي المنطقة التي أسس فيها ألمش دولته

## اتصاله بالدولة العباسيّة
يرد ذكره تكراراّ برحلة ابن فضلان التاريخية، حيث أرسل ألمش بن يلطوار سفيراً له إلى بلاط الخليفة العباسي جعفر المقتدر بالله بسنة 922 للميلاد، ومن ثم بكتابٍ طلب فيه هو "ملك البلغار ألمش بن بلطوار" في وفدٍ لملك العرب، كما يقتبسه ابن فضلان، بإرسال بعثه دينيه لتعلّم أهل مملكته الدين الإسلامي، ولبناء جوامع هناك، وحصون تحميهم من الأعداء من الخزر وقد استجاب الخليفة المقتدر بالله للأمرين معًا ويتحدث ابن فضلان في رسالته عن سبب هذه البعثة بقوله: «لما وصل كتاب “ألمش بن بلطوار” ملك الصقالبة إلى أمير المؤمنين المقتدر يسأله فيه البعثة إليه مِـمَّن يفقّه في الدين، ويعرّفه شرائع الإسلام، ويبني له مسجداً، وينصب به منبراً ليقيم عليه الدعوة له في بلده وجميع مملكته، ويسأله بناء حصن يتحصّن فيه من الملوك المخالفين له، فأجيب إلى ما سأل من ذلك.»

## من ألمش بن يلطوار إلى جعفر بن عبد الله
يقول ابن فضلان بكتابه:
وبما أن العقيدة الإسلامية لم تنغرس بعمق، لاحظ ابن فضلان أنه كان يُخطب على منابر جوامع البلغار، قبل قدومه “اللهم أصلح الملك بلطوار ملك البلغار” فنبه ابن فضلان الملك “أن الله هو الملك، ولا يسمى على المنبر بهذا الاسم غيره”، وذكّره أن منابر بغداد والشرق يقال فيها “اللهم أصلح عبدك وخليفتك الإمام المقتدر بالله”، فصار من حينها يُخطب لملك البلغار على المنابر “اللهم أصلح عبدك جعفر بن عبد الله أمير البلغار مولى أمير المؤمنين” 